# Rogatkowate (ryby)
Rogatkowate (Heterodontidae) – monotypowa rodzina morskich ryb z rzędu rogatkokształtnych (Heterodontiformes).

## Występowanie
Australia, Nowa Zelandia, wschodni i północno-zachodni Ocean Spokojny, południowo-zachodnia i zachodnia część Oceanu Indyjskiego.

## Morfologia
Długość ciała do 170 cm.

## Systematyka
Rodzaj zdefiniował w 1816 roku francuski zoolog i anatom Henri Marie Ducrotay de Blainville na łamach  Bulletin des Sciences, par la Société Philomathique de Paris . Na gatunek typowy de Blainville wyznaczył (oznaczenie monotypowe) rogatka australijskiego (H. portusjacksoni).

### Etymologia
- Heterodontus: gr. ἑτερος heteros ‘różny, inny’[13]; οδους odous, οδοντος odontos ‘ząb’[14].
- Cestracion: gr. κεστρακιον kestrakion ‘młotek’, zdrobnienie od κεστρα kestra ‘młot’[15]. Typ nomenklatoryczny: Squalus philippi Bloch & Schneider, 1801 (= Squalus portusjacksoni Meyer, 1793).
- Centracion: gr. κεντρον kentron ‘ostry koniec, kolec’[16]; ακη akē ‘punkt’[17]. Typ nomenklatoryczny: Centracion zebra Gray, 1831.
- Gyropleurodus: gr. γυρος guros ‘obręcz, pierścień’[18]; πλευρα pleura ‘bok’[19]; οδους odous, οδοντος odontos ‘ząb’[14]. Typ nomenklatoryczny: Cestracion francisci Girard, 1855.
- Tropidodus: gr. τροπις tropis, τροπιδος tropidos ‘kil statku’[20]; οδους odous, οδοντος odontos ‘ząb’[14]. Typ nomenklatoryczny: Cestracion pantherinus Valenciennes, 1846 (= Cestracion quoyi Fréminville, 1840.
- Molochophrys: etymologia niejasna, Whitley nie wyjaśnił znaczenia nazwy rodzajowej[8]. Typ nomenklatoryczny: Cestracion galeatus Günther, 1870.
- Wuia: Wu Xianwen (1900–1985), chiński ichtiolog[9]. Typ nomenklatoryczny: Centracion zebra Gray, 1831.

### Podział systematyczny
Do rodziny należy jeden rodzaj Heterodontus z następującymi gatunkami:
- Heterodontus francisci (Girard, 1855)
- Heterodontus galeatus (Günther, 1870)
- Heterodontus japonicus Miklouho-Maclay & Macleay, 1884 – rekin rogatek[10]
- Heterodontus marshallae White, Mollen, O’Neill, Yang & Naylor, 2023
- Heterodontus mexicanus Taylor & Castro-Aguirre, 1972
- Heterodontus omanensis Baldwin, 2005
- Heterodontus portusjacksoni (Meyer, 1793) – rogatek australijski[22]
- Heterodontus quoyi (Fréminville, 1840)
- Heterodontus ramalheira (Smith, 1949)
- Heterodontus zebra (Gray, 1831)